# Hermán de Carintia
Hermán de Carintia (1105/1110-c. 1160),[cita requerida] también llamado Hermán el Dálmata, fue un filósofo italiano, astrónomo, astrólogo, matemático y traductor de obras árabes al latín.
Junto a Adelardo de Bath, Juan de Sevilla, Gerardo de Cremona y Platón de Tívoli, Hermann es el traductor más importante de obras astronómicas árabes durante el siglo XII. La influencia de sus traducciones en el desarrollo de la astronomía europea medieval fue especialmente grande.

## Obras

### Traducción de obras islámicas
Estando en España en 1142, Hermann fue involucrado en un proyecto para traducir textos islámicos impulsado por el abad de Cluny, Pedro el Venerable, quien reclutó un equipo de traductores, incluidos Hermann y Robert de Ketton, para traducir cinco textos sobre el Islam al latín. El proyecto más importante fue la traducción del Corán (Lex Mahumet pseudoprophete), pero Hermann fue el traductor principal de dos otras obras: De generatine Mahumet y De doctrina Mahumeti.

### Traducciones de obras clásicas
- Hermann tradujo los Elementos de Euclides alrededor de 1140, posiblemente en colaboración con Robert de Ketton.
- También tradujo el Planisphaerium de Claudio Ptolomeo en Toulouse en 1143. Herman lo tradujo de una traducción árabe del griego (junto con comentarios de Maslamah Ibn Ahmad al-Majriti, que trabajó en Córdoba en el siglo X). Los escolásticos de Europa occidental tomaron conciencia de las opiniones astronómicas de Ptolomeo a través de esta traducción.

### Astrología y astronomía
La primera traducción conocida de Herman fue el sexto libro de un tratado astrológico Liber sextus astronomie del escritor judío Sahl ibn Bishr.
En 1140 Hermann tradujo al latín la obra astrológica de Albumasar Kitāb al‐madkhal al‐kabīr (Introducción a la astrología). El tratado reúne temas de la filosofía griega, astronomía árabe y astrología oriental, y fue traducido por primera vez al latín por Juan de Sevilla en 1133. La traducción menos literal de Herman, Introductorium in astronomiam, se publicó varias veces (Augsburgo 1489; Venecia 1495 y 1506). Gran parte de la traducción de Herman fue copiada en el Liber de Quatuor Partibus Judiciorum Astronomie de Roger de Hereford. El autor-compilador medieval Georgius Zothorus Zaparus Fendulus también usó la traducción de Hermann en su Liber astrologiae (Liber Abumazarus), ricamente ilustrado.
Hermann versionó también las tablas astronómicas de Muḥammad ibn Mūsā al-Ḵwārizmī.

### Escritos originales
Su contribución original a la filosofía fue De essentiis (Sobre las esencias). En esta obra Hermann habla de las cinco categorías aristotélicas (causa, motus, spatium, tempus, habitudo). Comenzó a escribir este tratado en 1143 en Toulouse y lo finalizó ese mismo año en Béziers.